# Matematikundervisning

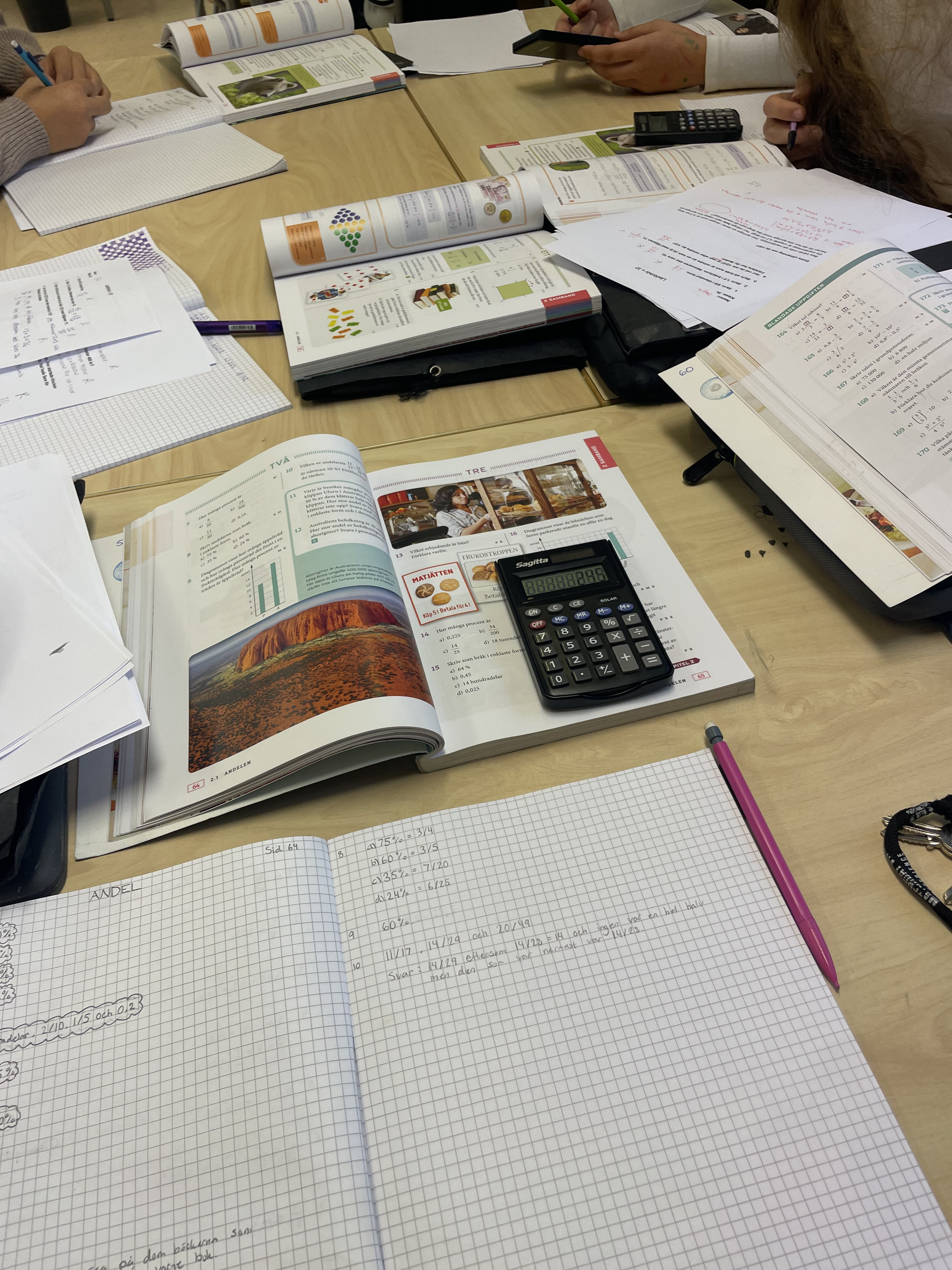
Materiel vid matematikundervisning i Sverige.

Matematikundervisning, även matematik och vardagligt matte, kallas skolornas undervisning i aritmetik i synnerhet och i viss mån övrig matematik. I lägre årskurser brukar det oftast bara handla om användandet av aritmetik i vardagliga sammanhang. Under slutet av grundeskoletiden inleds något mer avancerade matematiska studier i många länder, men inte i Sverige där ett praktiskt, vardagligt perspektiv fortsätter att dominera.
Aritmetik är användandet av grundläggande operationer:
- Addition
- Subtraktion
- Multiplikation
- Division